# Jeziorowskie (powiat ełcki)
Jeziorowskie (niem. Jesziorowsken, od 1926 Seedorf) – wieś w Polsce położona w województwie warmińsko-mazurskim, w powiecie ełckim, w gminie Stare Juchy.
W latach 1975–1998 miejscowość należała administracyjnie do województwa suwalskiego.